# Міхаель Ґрос (плавець)
Міхаель Ґрос (нім. Michael Gross, нар. 17 червня 1964) — німецький плавець.
Олімпійський чемпіон 1984, 1988 років.
Чемпіон світу з водних видів спорту 1982, 1986, 1991 років.
Чемпіон Європи з водних видів спорту 1981, 1983, 1985, 1987 років.
Переможець літньої Універсіади 1985 року.